# هرمون ببتيدي

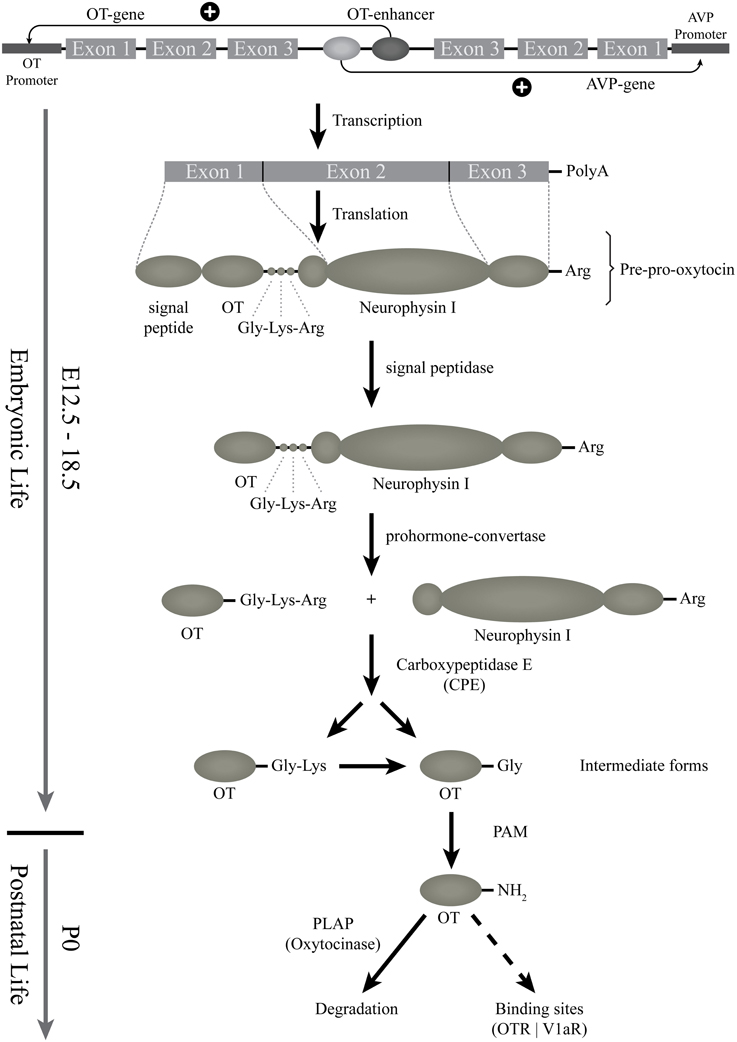

الهرمونات الببتيدية هي هرمونات تتكون بنيتها من سلاسل ببتيدية. وغالبا ما تحتوي على طليعة هرمون من بقايا أحماض أمينية زائدة عن الحاجة، والتي كانت ضرورية لتوجيه جزيء هرمون . تشق أنواع معينة من الديدان الببتيدية في الخلية الهرمون قبل أن يتم إطلاقه في مجرى الدم، مما ينتج عنه شكل هرمون ناضج . ثم تنتقل هرمونات الببتيد الناضجة عبر الدم إلى جميع خلايا الجسم، حيث تتفاعل مع مستقبلات محددة على أسطح الخلايا المستهدفة..
تُفْرَض بعض الناقلات العصبية وتُطلق بطريقة مشابهة لهرمونات الببتيد، ويمكن استخدام بعض «الببتيدات العصبية»  في الجهاز العصبي كهرمونات عند إطلاقها في الدم.
عندما يرتبط هرمون الببتيد بمستقبل على سطح الخلية، يظهر رسول ثانٍ في السيتوبلازم، مما يؤدي إلى نقل الإشارة مما يؤدي إلى الاستجابات الخلوية.
تتفاعل بعض هرمونات الببتيد / البروتين (الأنجيوتنسين الثاني، البروتين المرتبط بالهرمونات الدرقية) مع مستقبلات داخل الخلايا موجودة في السيتوبلازم أو النواة بواسطة آلية داخلية.

## هرمونات الببتيد الملحوظة
تفرز عدة هرمونات ببتيدية مهمة من الغدة النخامية. تفرز الغدة النخامية الأمامية ثلاثة هرمونات: البرولاكتين ، الذي يعمل على الغدة الثديية. هرمون قشر الكظر (ACTH) ، الذي يعمل على قشرة الغدة الكظرية لتنظيم إفراز الجلايكورتيكويدز ؛ وهرمون النمو الذي يعمل على العظام والعضلات والكبد. تفرز الغدة النخامية الخلفية الهرمون المضاد لإدرار البول، ويدعى أيضًا فاسوبريسين، والأوكسيتوسين. تفرز الغدة الجار درقية هرمون الغدة الجار درقية، وهو الهرمون الرئيسي المسؤول عن تنظيم مستويات الكالسيوم والفوسفور في الدم. كما يتم إنتاج هرمونات الببتيد من قبل العديد من الأعضاء والأنسجة المختلفة، بما في ذلك القلب (الببتيد الأذيني - الناتريوتريك (ANP) أو عامل الأطوار الأذيني (ANF)) والبنكرياس (الجلوكاجون والأنسولين والسوماتوستاتين) والجهاز الهضمي المعوي (كوليسيستوكينين، غاسترين) ، ومخازن الأنسجة الدهنية (اللبتين).
....التركيب....
مثل جميع البروتينات، يتم وصف هرمونات الببتيد في الحمض النووي، وترجمت إلى شكل بروتين، تحدث غالبية تركيب البروتين داخل الشبكة الإندوبلازمية.  يمكن أن يكون هرمونات الببتيد أي طول، من أقل عدد من الأحماض الأمينية إلى عدة مئات.
عادة، خلايا هرمونات الببتيد تسلك أحد مسارين. الأول، يسمى إفراز منظم يعمل عن طريق إنتاج الكثير من الهرمون وتخزينه في حبيبات إفرازية أو حويصلة. عندما تعطى إشارة لتحرير الهرمون، يتم إطلاق الحبيبات والهرمونات إما داخل الخلية أو خارج الخلية .

## أمثلة على هرمون

### الأنسولين
الأنسولين هو واحد من أكثر هرمونات الببتيد المعروفة. الأنسولين هو واحد هرمونات الببتيد الموجودة في الحيوانات التي تساعد على تنظيم كمية الجلوكوز داخل الخلايا والدم. يعمل الأنسولين على جميع خلايا الجسم، ويرتبط ببروتينات المستقبلات على سطح الخلايا ويمكّن من امتصاص الجلوكوز.

### الجلوكاجون
الجلوكاجون يرفع تركيز الجلوكوز في مجرى الدم. يتسبب في تحويل الجليكوجين المخزن إلى جلوكوز، والذي يتم إطلاقه في مجرى الدم.  نقص الجلوكاجون يسبب نقص السكر في الدم (انخفاض مستوى السكر).  زيادة الجلوكاجون يسبب مرض السكري (مستوى مرتفع من السكر)

## هرمون الكظر
إنه يعمل على القشرة الكظرية من الكلى لتنظيم إفراز الجلايكورتيكود.  نقص ACTH يسبب عوز ACTH.  تسبب زيادة ACTH في متلازمة كوشينغ. العلاج يعتمد علاج متلازمة كوشينغ على السبب المحدد لفرط الكورتيزول وقد يشمل الجراحة أو الإشعاع أو العلاج الكيميائي أو استخدام الأدوية المثبطة للكورتيزول. في حين يتم التعامل مع ACTH عوز مع مكملات الهيدروكورتيزون.

## الهرمونات الببتيدية البشرية الأخرى
إلى جانب الإنسولين، يعتمد الإنسان على مجموعة واسعة من هرمونات الببتيد الأخرى. ومن بين هذه البرولاكتين، هرمون مسؤول عن التصرف على الغدد الثديية، وهرمون النمو، وهو المسؤول عن التحكم في العديد من جوانب النمو والتنمية. مثل الأنسولين، يجب أن تكون هذه الهرمونات في الوقت المناسب وتسيطر عليها الحمض النووي.<

### هرمونات الببتيد في الكائنات الأخرى
تستخدم جميع الكائنات الحية بشكل أساسي بعض أنواع هرمونات الببتيد. في حين أن الهرمونات في النباتات عادة ما كانت تقتصر على 5 فئات، فقد أكد العلماء مؤخرا استخدام هرمونات الببتيد داخل النباتات. من المحتمل أن يكون هذا بسبب سهولة إنشاء مسارات هرمون الببتيد . أما الهرمونات الأخرى، التي تتطلب مسارات جديدة تماما، و تحتاج أيضا إلى المزيد من التحولات والتطور المستقر. يمكن إنشاء هرمونات الببتيد من خلال تفاعلات جديدة للحمض النووي، وهي سمة تسببها الطفرات على أي حال.

## مستقبلات هرمونات الببتيد
وباستثناء مستقبل هرمون الغدة الدرقية، توجد مستقبلات هرمونات مشتقة من الأحماض الأمينية والببتيد في غشاء البلازما. تتنوع بنية المستقبلات: تتكون بعض المستقبلات من سلسلة بولي ببتيد مفردة متصلاً بنطاق يمتد عبر الغشاء. تتكون بعض المستقبلات من سلسلة ببتيد مفردة يتم تمريرها ذهابًا وإيابًا عبر الغشاء، مما يمنح مجالات متعددة داخل الخلايا  وخارج الخلية. وتتكون المستقبلات الأخرى من متعدد البيبتيدات. على سبيل المثال، مستقبل الأنسولين هو tetramer مرتبط disulfide مع β-subunits التي تمتد الغشاء والوحدات الفرعية ألفا الموجودة على السطح الخارجي.
وظيفته الأساسية هي الاحتفاظ بالماء في الجسم وتضييق الأوعية الدموية. ينظّم ADH احتفاظ الجسم بالماء بالعمل على زيادة امتصاص الماء في قنوات التجميع .  نقص(ADH) يؤدي إلى متلازمة مرض السكري الكاذب. زيادة مستويات عالية من الهرمون المضاد لمدر للبول يسبب احتفاظ الكلى بالماء في الجسم. وتسمى هذه الحالة متلازمة (SIADH) العلاج: يتم علاج SIADH مع المخدرات في حين يتم علاج مرض السكري الكاذب مع استبدال السوائل والمخدرات.